# Anastazy (patriarcha Konstantynopola)
Anastazy, gr. Αναστάσιος (zm. w styczniu 754) – patriarcha Konstantynopola w latach 730–754.

## Życiorys
Urząd patriarchy sprawował od 22 stycznia 730 do śmierci. Był całkowicie uległy Leonowi III jego polityce ikonoklazmu. Po śmierci Leona III podczas uzurpacji Artabasdesa nagle zmienił stronę i stał się żarliwym obrońcą ikon. Dokonał też ekskomunikowania Konstantyna V. Pu upadku uzurpatora pojednał się z cesarzem Konstantynem V. Zmarł w styczniu 754 r. 